# トーネット社

トーネットとは、1819年にミヒャエル・トーネットによって前身が設立された曲木技術を開発したことで知られるドイツの会社である。世界で初めて大量生産・マスプロダクト生産を実現した企業でもある。現在は創業者ミヒャエル・トーネットの5世代目にあたる直系子孫が会社を継続経営している190年以上の歴史を持つ企業。

## 概要
この会社はミヒャエル・トーネットが家具職人としての修業を積んで1819年ごろから家具作りを始めたことが始まりとされている。ミヒャエル・トーネットは、当時の木はまっすぐな素材という考えが支配的だった時代において、曲木の技術の開発に着手する。板をニカワで貼り合わせて曲げる技術を習得すると、1841年にはフランス、イギリス、ベルギーで特許を取得。曲木の技術による椅子を各地に展示して注目を集めた。その中でウィーンの実力者に目をとめられ、本拠地を現在のウィーンに移籍。1849年に工房を持つと、No.4とされた椅子が量産されることになった。これは、1851年のロンドン万国博覧会にも出品されることになり、注目を集めた。1853年に社名をトーネット兄弟社と変更して、5人の息子と経営に当たるようになる。1857年に工場をウィーンからチェコのコリチャニに移転させて、安価な労働力とブナの供給を確保した。労働者の多くは低賃金の女性で、パーツに分解した後に現地で組み立てるという方式をとった。販売店もウィーンだけでなく、ロンドン、パリ、ニューヨークなどアメリカ、ヨーロッパの各地に展開した。そんな中作られたNo.14の椅子は大ヒットとなり、1930年までに五千万脚が販売された。この椅子によって、1867年のパリ万国博覧会で、トーネット兄弟に金メダルが与えられた。
1871年にミヒャエル・トーネットの亡くなるも五人の息子が経営にあたった。特許が切れた1869年にはコーン社をはじめとするライバル社が現れる中で経営をすることになる。第一次世界大戦後には経営が傾き、1922年にコーン社と合併して社名をトーネット＝ムンドスと変更。その後、再びトーネット兄弟社の社名に戻るも、再び壊滅状態に陥る。
第二次世界大戦後の1946年に再建された。ドイツ・フランケンベルクの生産会社とフリッツ・ヤコブが担う販売会社のウィーン・トーネット社に分かれる。その後に冷戦の影響などにより完全に別会社となる。現在はTHONETブランドの国際的商標権は、ドイツのTHONET GmbHが持っている。
・日本では、曲木椅子（独bougholz, 英bentwood）が、総じてトーネットチェアと呼ばれることが多く、THONET GmbH以外の曲木椅子所有者が多い。
・籐編シートが座面に使われているタイプが以前は多かったこともあり、籐ネットと思っている人もいる。
・日本では、チェコ製、イタリア製、中国製の廉価な曲木椅子が多く輸入されている。

## 沿革
- 1819年 ミヒャエル・トーネットが家具職人として独立し工房を構える。
- 1841年 曲木の開発に成功して、イギリス、フランス、ベルギーで特許を取得
- 1851年　ロンドン万国博覧会にNo.4の椅子が出品
- 1853年　ミヒャエルトーネットは5人の息子たちに事業を譲渡し、社名をトーネット兄弟会社（ゲブリューダートーネット、Gebrüder Thonet GmbH）と変更
- 1857年　世界初の家具量産工場を設立（チェコ　モラビア地方・コリチャニ）
- 1859年　No.14 チェア(現214)の大量生産を開始
- 1867年　パリ万国博覧会で、No14の椅子によりトーネット兄弟に金メダルが贈られる。
- 1871年　No.600（現209、通称ル・コルビュジエチェア）の大量生産を開始。
- 1889年　現本社地のドイツ・フランケンベルク工場　設立。
- 1922年　コーン社と合併して社名をトーネット＝ムンドスと変更する。
- 1925年　ル・コルビュジエがNo.600（現209）をパリ現代装飾美術・工芸美術国際博覧会にて「エスプリヌーボー館」で使用。
- 1928年　ル・コルビュジエのスリングチェアLC1を発表。
- 1929年　マルセル・ブロイヤーとカルマン・ランゲールの"Stahlrohr Möbel社”を買収。マルセル・ブロイヤーの意匠権を取得。
- 1931年　マルト・スタムによる初のカンチレバーチェアS43を製品化。THONET MUNDUS社はミース・ファン・デル・ローエとの交渉にて意匠権獲得合意を締結。
- 1945年　フランケンベルク工場 連合軍の爆撃により全壊。ウイーン店も火災により消失。
- 1946年　ゲオルグ、フリッツ・ヤコブによりドイツ、フランケンベルクを本社とし製造販売会社トーネット兄弟会社（Gebrüder Thonet GmbH）とし再開。ウィーン店はオーストリアで販売会社ウィーン・トーネット兄弟社（Gebrüder Vienna THONET GmbH）として再開。
- 1976年　ドイツのトーネット兄弟会社とウィーン・トーネット兄弟会社は完全に経営権を分離。
- 1977年　日本における正規総代理店となった株式会社アイデックが輸入販売を開始。
- 2004年　ウｨーン・トーネット兄弟会社（Gebrüder Vienna THONET GmbH）がイタリアのポルトローナ・フラウ 社（Poltrona Frau）に買収される。
- 2006年　ドイツのトーネット兄弟会社（Gebrüder THONET GmbH）からトーネット社（Thonet GmbH）に社名変更。
- 2014年　日本で総代理店制度を止め、新たに日本代理店 エース物産株式会社 FLACEインテリアディビジョンと日本代理店契約を締結。
- 2014年　オランダ・アムステルダムにショールームオープン
- 2016年　アジア・パシフィック地区を管理する100%子会社「Gebrueder THONET 1819 Ltd.」を設立。